# I fiori blu
I fiori blu è un romanzo di Raymond Queneau, pubblicato da Gallimard nel 1965 e tradotto in italiano da Italo Calvino.

## Trama
La mattina del 25 settembre del 1264 il Duca d'Auge sale in cima al torrione del suo castello e osserva lo spettacolo di Unni, Galli, Romani ed altri accampati alla rinfusa: i residui del disfacimento della Storia. Oppresso dalla tristezza, decide di partire («Qui il fango è fatto dei nostri fiori. -...dei nostri fiori blu, lo so»). Parte quindi per Parigi, coi suoi due cavalli parlanti Sten e Stef e il paggio Mouscaillot. Giunto alla capitale, si rifiuta di partecipare alla nuova crociata.
Viene scambiato per uno stregone dalla folla che si è accorta dei cavalli parlanti, uccide duecentosedici di loro, e torna al suo castello. Si rimette in viaggio per chiedere a Carlo VII di Francia di liberare Gilles de Rais. Lo ritroviamo nel suo castello, che riceve l'abate Onesiforo Biroton e il diacono Riphinte appena tornati dal concilio che ha deposto papa Eugenio IV; quindi si smarrisce durante una battuta di caccia, trovando poi una baita nella quale riceve buona accoglienza da Russula, figlia di un taglialegna, che sposa. Parte quindi per partecipare agli Stati generali, si smarrisce di nuovo durante un acquazzone e si riscalda nell'abitazione dell'alchimista Timoleo Timolei, che prende al proprio servizio.
In seguito a una discussione con Riphinte (che nel frattempo è diventato abate, mentre Biroton è diventato vescovo), sostiene l'esistenza dei preadamiti, e per provarla si rimette in viaggio. Si mette a dipingere graffiti nelle grotte, che gli studiosi scambieranno per testimonianze dell'esistenza degli uomini primitivi, riuscendo anche a ingannare Riphinte. Dopo la presa della Bastiglia trova rifugio in Spagna.
Tutto ciò accade durante le frequenti immersioni oniriche di Cidrolin, il quale vive con la figlia Lamelia, e poi, dopo il di lei matrimonio con un dipendente di trasporti pubblici, con Lalice, una ragazza indicatagli dal suo amico Albert. Le uniche occupazioni di Cidrolin sono bere pastis e cancellare la scritta «assassino» che un ignoto si ostina a tracciare sul cancello vicino al suo barcone (Cidrolin ha fatto diciotto mesi di carcere, pur essendo innocente).
Un giorno s'imbatte nel Duca d'Auge e nel suo seguito, alla vana ricerca di un posto nel campeggio lì vicino, e decide di ospitarli sul suo barcone. Per ricambiare l'ospitalità, il Duca si apposta per scoprire il colpevole delle scritte offensive sul cancello. Cattura Labal, il custode del camping, il quale sostiene invece di essersi appostato a sua volta per scoprire il colpevole, costretto a ciò dal suo compito di piccolo giustiziere che non sogna mai, sempre intento a pensare.
Rilasciato da Cidrolin, l'uomo si apposta di nuovo per dimostrare la propria innocenza, e scopre che il colpevole delle scritte è lo stesso Cidrolin: il quale si giustifica dicendo che ciò gli consentiva qualche occupazione. Lalice, delusa, decide di abbandonarlo, ma poi torna sui suoi passi. Il palazzo in costruzione di fronte al barcone crolla uccidendo Labal, che si era fatto assumere come portiere per meglio osservare Cidrolin. Nel crollo anche i mezzi del Duca d'Auge rimangono distrutti.
Quindi anche i due cavalli vengono ospitati nell'Arca (questo è il nome del barcone), insieme a Biroton e Riphinte, che sono sopraggiunti. Il Duca d'Auge stacca gli ormeggi e parte con l'Arca, mentre Cidrolin e Lalice raggiungono la riva con un canotto. Comincia a piovere, e continua così per giorni, finché l'Arca si arena su una torre. Il giorno dopo il Duca si sveglia. «Si avvicinò ai merli per considerare un attimo la situazione storica. Uno strato di fango ricopriva ancora la terra, ma qua e là piccoli fiori blu stavano già sbocciando.»

## Personaggi e temi
Nei ventuno capitoli, Queneau racconta la storia di due differenti personaggi che si sognano reciprocamente. Da una parte vediamo il duca d'Auge, che partendo dal Medioevo percorre un viaggio attraverso la storia, accompagnato dal paggio Mouscaillot e dai due cavalli parlanti Demostene (amichevolmente chiamato Sten) e Stéphane (Stef), facendo balzi di 175 anni, fino a giungere, nel 1964, ad incontrare il personaggio che ha sempre sognato: Cidrolin. Quest'ultimo, diversamente dal Duca, è un pigro signore, che trascina la sua vita, macchiata da un indefinito senso di colpa, a bordo di una chiatta in disuso ormeggiata sulla Senna. Condannato per un crimine mai commesso, è stato scarcerato ed è tuttora vittima di un ignoto autore di graffiti sulla sua staccionata. Accudito dalla figlia Lamelia prima e dalla serva Lalice, dopo il matrimonio di quella, passa la sua esistenza fra un bicchiere di essenza di finocchio, una passeggiata fino al campo di campinghe per campisti e una verniciata alla staccionata imbrattata. La sua occupazione principale è però quella della siesta, durante la quale sogna immancabilmente le avventure del Duca. Questi, a differenza di Cidrolin, è un egocentrico ed estroverso ribelle, che fra pantagrueliche mangiate e grandi bevute, cavalca assieme ai suoi inseparabili compagni per unirsi alle battaglie più bizzarre e controverse.
Da un lato vi è dunque un viaggiatore, il Duca, che percorre la storia dal Medioevo fino all'età contemporanea, dall'altro, Cidrolin, una figura statica già al limite della storia che contempla quest'ultima nei suoi sogni, con la tipica indifferenza del saggio. I due personaggi, anche se sotto molti aspetti complementari, non sono però intercambiabili e seppur portano il medesimo nome, Joachim, non sono due figure inverse e nemmeno una il doppio dell'altra. Cidrolin e il Duca d'Auge sono autonomi l'uno all'altro e hanno una vita propria, tanto che quando alla fine del romanzo s'incontrano, continuano a condurre la propria esistenza individuale, pur avviandosi insieme verso la chiusura della storia, o, che è lo stesso, verso l'origine di essa.
Tutto il romanzo, quindi, sia dal punto di vista formale che da quello dei contenuti, è all'insegna del doppio sogno e dell'incontro dei contrari, messo in chiaro dall'autore ancor prima della prima riga. Infatti ci sono due citazioni, anch'esse tratte da opere agli antipodi fra loro, che introducono la narrazione e la pongono sotto questi auspici. La prima, che si trova commentata nel risvolto di copertina della prima edizione del romanzo, è tratta da un testo di saggi cinesi, lo Chuang Tzu, tradotto in italiano col titolo Sull'eguaglianza di tutte le cose: «Secondo un celebre apologo cinese, Chuang-tzé sogna d'essere una farfalla; ma chi dice che non sia la farfalla a sognare d'essere Chuang-tzé?». E in questo romanzo, è il Duca d'Auge che sogna d'essere Cidrolin o è Cidrolin che sogna d'essere il Duca d'Auge? La seconda citazione, invece, è tratta dal Teeteto di Platone proprio per sottolineare, anche prima di iniziare il romanzo, lo sfiorarsi dei contrari: "ὅναρ ἀντὶ ὀνείρατος" ("il sogno in cambio del sogno") che costituisce la chiave di lettura del romanzo.
Ma se queste citazioni che incontriamo prima del romanzo sono all'insegna del sogno, l'inizio vero e proprio è, invece, all'insegna del tempo e della storia trattati con ironia e divertenti giochi di parole che la traduzione di Calvino conserva e reinventa: «Il venticinque settembre milleduecentosessantaquattro, sul far del giorno, il Duca d'Auge salì in cima al torrione del suo castello per considerare un momentino la situazione storica. La trovò poco chiara. Resti del passato alla rinfusa si trascinavano ancora qua e là. Sulle rive del vicino rivo erano accampati un Unno o due; poco distante un Gallo, forse Edueno, immergeva audacemente i piedi nella fresca corrente. Si disegnavano all'orizzonte le sagome sfatte di qualche Romano, gran Saraceno, vecchio Franco, ignoto Vandalo. I Normanni bevevan calvadòs. Il duca d'Auge sospirò pur senza interrompere l'attento esame di quei fenomeni consunti. Gli Unni cucinavano bistecche alla tartara, i Gaulois fumavano gitanes, i Romani disegnavano greche, i Franchi suonavano lire, i Saracineschi chiudevano persiane. I Normanni bevevano calvados».
L'incipit è caratterizzato da una serie di calembour che giocano sui nomi di popoli dell'età antica e dell'epoca medievale, da cui prende inizio la vicenda: il romanzo, anche se non si può considerare un romanzo storico nell'accezione classica del termine, è sicuramente un libro un cui la storia occupa un ruolo fondamentale.

## Le tre principali interpretazioni del romanzo
In un articolo su La Repubblica, poi usato come nota alla traduzione italiana, Calvino ricorda le tre principali interpretazioni del romanzo: quella di Vivian Kogan, che, fondandosi sul fatto che Queneau è stato allievo di Alexandre Kojève, la cui interpretazione di Hegel cercava in lui il filosofo dell'"uscita dalla storia", vede nella vicenda dell'Arca la ricerca di una salvezza oltre la storia; quella di Alain Calame, che vi scorge invece la presenza di categorie gnostiche e la presenza dell'idea gioachimita dell'"Età dello Spirito"; quella psicanalitica di Anne Clancier che, come dice Calvino nella sua Nota del traduttore, «ha dalla sua il fatto d'esser stata proposta vivente l'autore e non smentita da lui». Secondo questa interpretazione, il turbolento Duca d'Auge rappresenterebbe l'Es, il fannullone Cidrolin l'Ego, assillato dai sensi di colpa, il frate Onesiforo Biroton la Censura e il guardiano del campeggio Labal il Super-Io.

## Analisi dell'opera
I fiori blu è un'opera fondamentale, matura e di grande complessità. Come tutti i romanzi di Queneau, l'attenzione alla struttura e al linguaggio è quasi maniacale, e la naturalezza e la leggerezza, dietro cui si celano il rigore e la forma, sfiorano la perfezione. Queneau studia e medita ogni frase e ogni particolare con l'intento di farlo apparire il meno studiato possibile. Sia a livello temporale che a livello concettuale ci si trova molto lontani dallo spontaneismo surrealista: la struttura è sapientemente calcolata in ogni minimo dettaglio, e dal punto di vista linguistico vengono abbandonati i propositi di sostituire il francese con il neo-francese. Queneau utilizza una lingua che è sua propria, in cui il francese tradizionale si fonda con la lingua parlata e con l'argot, in cui i neologismi si accompagnano agli arcaismi e ai termini aulici, in un susseguirsi di giochi di parole e di citazioni letterarie.
Un esempio emblematico di questo stile sapientemente naturale viene fornito da Queneau quando introduce il titolo del romanzo. Nel risvolto di copertina, dopo una citazione tratta da un apologo cinese e dopo una breve introduzione dei due personaggi principali del racconto, l'autore chiude la breve presentazione lasciando in sospeso la questione del titolo del libro: «quanto ai fiori blu...» L'espressione Les fleurs bleu è tipica del francese e indica le persone romantiche, melanconiche e nostalgiche come scrive Calvino. «Per qualcuna delle difficoltà, ho avuto la fortuna di poter consultare l'autore, a voce e per lettera (... gli domandai) del titolo Les fleurs bleues che richiede soltanto una traduzione letterale (la scelta di "blu" anziché "azzurri" m'era parsa più scattante e queneauiana) ma che resta misterioso come significato in rapporto al libro. Mi spiegò il significato francese dell'espressione, che indica ironicamente le persone romantiche, idealiste, nostalgiche d'una purezza perduta, ma non mi diede altri lumi sul valore di questa immagine nell'insieme della vicenda del Duca d'Auge e di Cidrolin».
In questi due passaggi, unici in cui si faccia riferimento ai fiori blu, si ha la prova del grande lavoro oscuro di Queneau: c'è innanzitutto, ben nascosta nel testo, una citazione di un grande poeta francese; inoltre abbiamo il riferimento biblico dell'Arca di Noè, richiamata dal paese di Larche all'inizio del romanzo, infine abbiamo i fiori blu che spuntano dal fango.
All'interno del romanzo, invece, i fiori sono citati due volte soltanto; una volta all'inizio del romanzo e una volta alla fine. All'inizio, il Duca d'Auge, lasciando Larche esclama: «Loin! Loin! Ici la boue est faite de nos fleurs». Questa affermazione è la citazione di un verso di Baudelaire, solamente con il cambio di una consonante. Il verso di Moesta et errabonda, poesia contenuta nei Fleurs du mal recita infatti: «Loin! Loin! Ici la boue est faite de nos pleurs!». Cambiando la lettera f, con la lettera p, Queneau trasforma i pianti in fiori, senza la minima avvisaglia di ciò che sta facendo. Alla fine, invece, quando il Duca giunge sulla chiatta fino ad allora immobile di Cidrolin, la trasforma in Arca di Noè (l'Arche) per poter attraversare il diluvio e giungere alla fine della Storia, attraversando uno strato di fango che ancora ricopriva la terra, «ma qua e là piccoli fiori blu stavano già sbocciando»

## Edizioni italiane
- I fiori blu, trad. di Italo Calvino, Torino: Einaudi
  - "Supercoralli", 1967
  - "Nuovi coralli" n. 49, 1973
  - "Scrittori tradotti da scrittori" n. 7, 1984
  - "Einaudi Tascabili" n. 325, 1995